# Zenobija Iberijska
Zenobija Iberijska (gru. ზენობია, arm. Զենոբիա) gruzijska princeza i kraljica Armenije iz dinastije Farnavazidi, vladala od 51. do 55. godine zajedno sa svojim mužem Radamistom. Zbog svog junaštva bila je nadahnuće za mnoge glazbenike i slikare, koji su stvarali djela posvećena njoj. 

## Život
Zenobija je kći kralja Mitridata Armenskog i supruga Radamista, koji je sa Zenobijom zajedno vladao Armenijom od 53. do 55. godine. Njezin otac Mitridat vladao je Kraljevinom Armenijom do nasilnog dolaska Radamista na vlast, koji je uništio cijelu Zenobijinu obitelj ubivši joj oba roditelja, iako je Zenobijinu majku često zvao "svojom sestrom". Zbog oplakivanja svojih ubijenih roditelja, Radamist je ubio i oba Zenobijina brata. Nakon kažnjavanja njezine obitelji Radamist odlazi sa Zenobijom i postaje kralj Iberije. Zenobija je zajedno s Radamistom imala nepoznato dijete, koje se nakon njezine smrti više ne spominje u povijesnim izvorima. Zenobijin muž Radamist se u Iberiju vratio 58. godine, gdje ga je Farsman I. od Iberije pogubio zbog izdaje.

## Zenobija u umjetnosti

### Slikarstvo
- Radamist ubija Zenobiju, Luigi Sabatelli
- Pronađena Zenobija na obalama Arexesa, Paul-Jacques-Aimé Baudry
- Rhadamist i Zenobija, Jean-Joseph Taillasson
- Zenobija pronađena od pastira na obala Axeresa, Nicolas Poussin
- Prikaz Zenobije iz opere Prospera Jolyota Crébillona
- Prikaz Zenobije iz opere Pietra Antonia Domenica Trapassia
- Kraljica Zenobija pronađena od pastira na rijeci Axeres, Francesco Nenci
- Radamisto na mjestu guranja Zenobije u rijeku Axeres, Francesco Alberi
- Zenobija, Émile Lévy
- Kraljica Zenobija bačena u rijeku Axeres, François Chifflart